# Norma (opera)

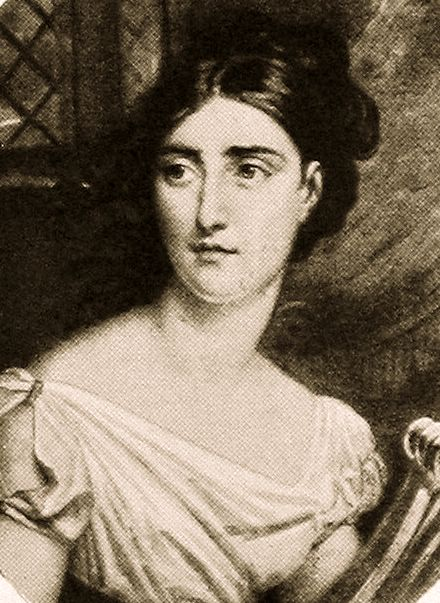
Giuditta Pasta, som Norma skrevs för.

Norma är en italiensk opera, en tragedia lirica i så kallad bel canto-stil i två akter med musik av Vincenzo Bellini. Libretto skrevs av Felice Romani efter tragedin Norma, ou L’infanticide av Alexandre Soumet (1831).

## Historia
Norma tillkom efter att Giuditta Pasta hade bett Bellini om att få en ny opera med ett dominerande kvinnoparti skriven för sig. Båda var angelägna om att följa upp succén med Sömngångerskan och Bellini flyttade tillfälligt in hos Pasta för att de tillsammans skulle kunna utarbeta operan. Men trots det intensiva arbetet, blev Norma ingen succé vid premiären den 26 december 1831 på Teatro alla Scala i Milano. Efter vissa omarbetningar kom emellertid succén. Idag är Norma den enda av Bellinis operor, som fortfarande regelbundet uppförs på de stora operahusen. 
Sångerskor som har haft stor framgång som Norma är exempelvis Maria Malibran, Jenny Lind
, Rosa Ponselle, Maria Callas, Lena Nordin, Nelly Miricioiu och Montserrat Caballé.
Giuditta Pastas röst beskrevs som en hög och mjuk sopran med fantastisk koloratur, fast samtidigt även med en tragisk klang. Den version av operan som oftast framförs idag, är en transponering av originalpartituret, dels för att det är få av dagens sopraner som klarar att sjunga som Giuditta Pasta och dels för att smaken hos publiken ändrats. För att idag höra originalversionen, får man lyssna på Edita Gruberovas tolkning eller Cecilia Bartolis version av Normas aria "Casta Diva" på recitalskivan Maria [Malibran].
Den svenska premiären ägde rum på Kungliga Operan i Stockholm den 19 maj 1841.

## Om operan
Rollgestalten Norma är ett av operahistoriens stora kvinnoporträtt. Romani genomförde vissa djupgående förändringar i Soumets tragedi. Där dödar Norma verkligen sin barn. Soumets förebilder var såväl de mytologiska gestalterna Niobe och Medea som Shakespeares Lady Macbeth och Chateaubriands druidprästinna Velléda ur prosaeposet Les Martys ou Le Triomphe de la religion chrétienne. Till denna redan i sig komplexa kvinnobild tillförde Romani två viktiga aspekter: den eviga kärleken till Pollione och den lika djupa kärleken till barnen. Medan Norma hos Soumet i sitt vansinne dödar barnen, sker detta inte hos Romani och Bellini. Deras Norma är en djupt inkännande gestalt med många bottnar: översteprästinna och mor, övergiven älskarinna och hämndgirig rival i en och samma person. Hennes tragiska slut är ofrånkomligt och en följd av hennes inre konflikter av det omöjliga i att förena prästinnelöftet, plikten och den olyckliga kärleken. Hennes död handlar mindre om en självbestraffning än om att låta de olösliga konflikterna lösas i en katharsis. Finalen är en av operalitteraturens mest gripande scener och är uppbyggd på en enda storslagen melodi.

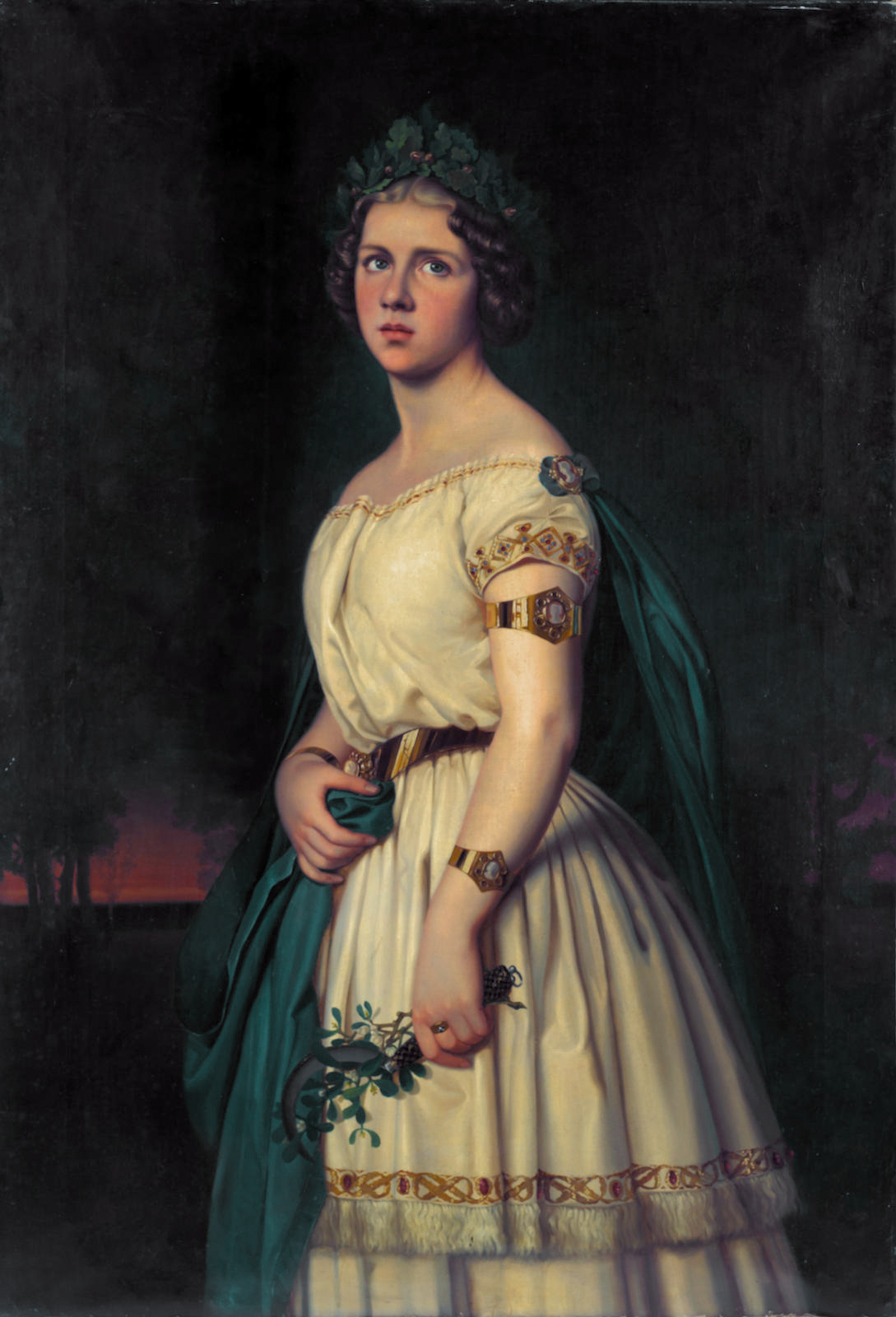
Jenny Lind som Norma

När Verdi på tal om Bellini skrev "hos honom finne man långa, långa melodier, sådana som ingen tidigare har skrivit", och Wagner i Bellinis musik "i all dess torftighet" fann "verklig känsla och lidelse", så pekade de på viktiga egenskaper i hans verk. Och Bellinis starkt känslobetonade, fortspinnande cantilena anses faktiskt genom dess speciella förmåga att uttrycka känslor vara utmärkande för tonsättaren. Hans förmodligen mest berömda aria, Normas bön till mångudinnan, Casta Diva, visar upp det egenartade i Bellinis melodik: dess ändlöshet. Effekten uppstår genom en förväntansfull stegring, där Bellini låter de enskilda, relativt korta motivsegmenten stiga till allt högre register och låter dynamiken blir starkare.

### Patriotiska klanger
Översteprästen Oroveso, som i spetsen för sitt förtryckta folk väntar på ett himmelskt tecken till uppror, är en föregångare till Verdis profeter, härförare och frihetskämpar vid tiden för Italiens enande. Melodierna är här marschliknande och uppfyllda av fanatisk beslutsamhet. Inte heller körpartierna i Bellinis operor är rent dekorativa, utan skildrar ett folk med en dagsaktuell politisk röst i 1830-talets Italien. Tillkännagivandet av kampen mot det hatade Österrike gjorde lika stor verkan i Milano, habsburgarnas huvudstad. I likhet med för många andra romantiska operatonsättare tjänade det historiska stoffet för Bellini endast som en förevändning för att framställa samtida fenomen. Men hos honom handlade det inte så mycket om politik som om ett såväl individuellt som kollektivt uttryck för en längtan efter självbestämmande, en längtan efter ett liv som var fritt från förbud och föreskrifter.

### Chopin och Bellini
När det gäller melodierna i Bellinis operor påtalar man ofta likheten med Frédéric Chopin. Bellini lärde känna Chopin, som var en av hans beundrare, i Paris 1833. Chopin uttalade sig hänfört om Sömngångerskan och skapade ett monument över Norma genom att arbeta in den innerliga melodin från ariosot Teneri figli i ciss-moll-etyden, op. 25 nr 7.

## Personer
- Pollione, romersk prokonsul i Gallien (Tenor)
- Oroveso, druidernas överhuvud (Basstämma)
- Norma, druidernas översteprästinna, Orovesos dotter (Sopran)
- Adalgisa, en ung prästinna i templet (Mezzosopran)
- Clotilde, Normas förtrogna (Mezzosopran)
- Flavio, Polliones vän (Tenor)
- Normas och Polliones två barn (Stumma roller)

Druider, barder, prästinnor, galliska krigare och soldater (Kör)

## Handling

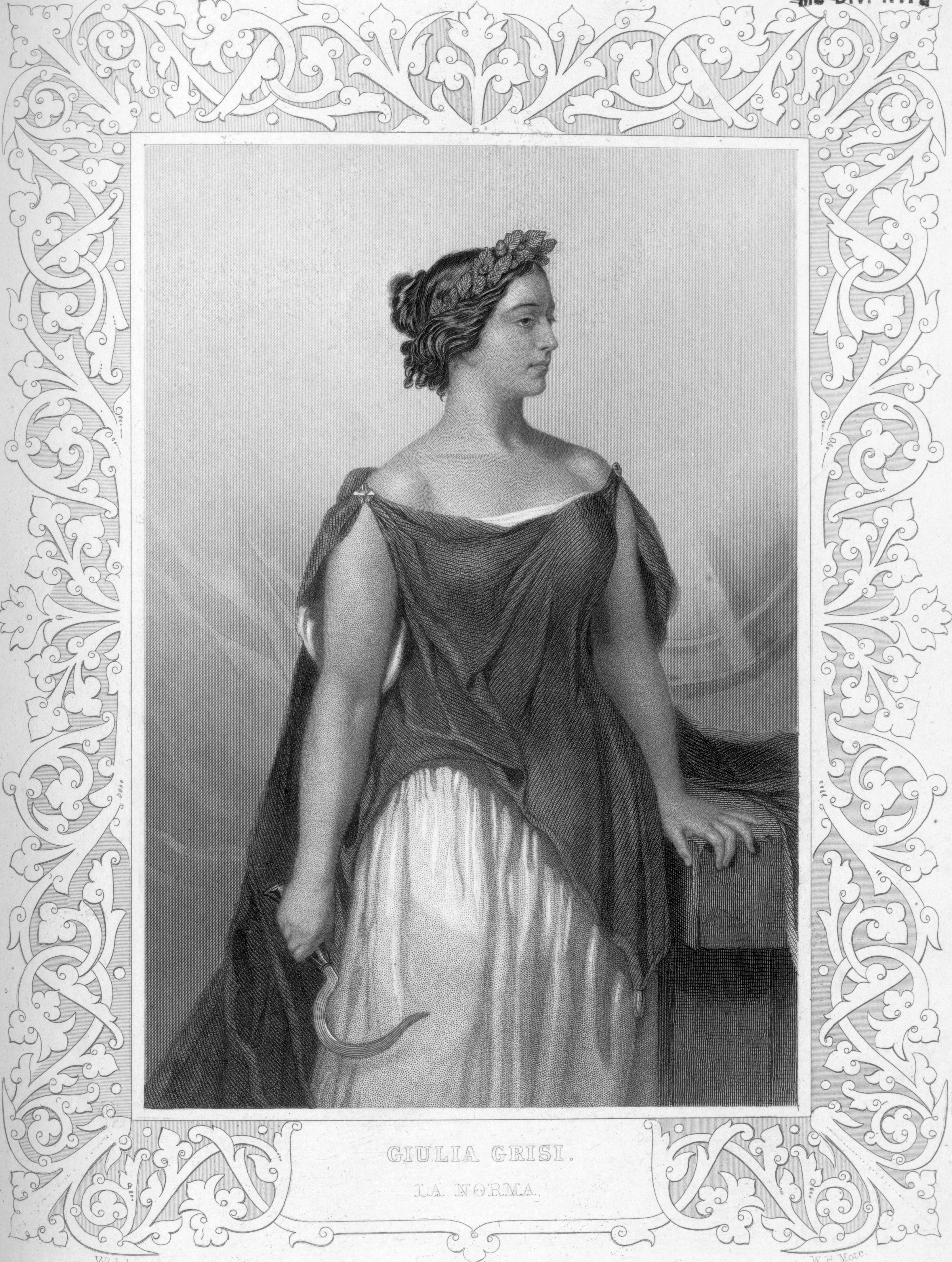
Giulia Grisi som sjöng Adalgisa vid uruppförandet och vid senare tillfällen själv titelrollen.

Handlingen utspelar sig i Gallien första århundradet e. Kr. Norma är som alla Bellinis operor en allegori över Italiens situation under Österrikes ockupation. För den tidens publik var det nästan övertydligt och han drabbades ibland av censur. Romani var en skicklig librettist som lyckades hålla balansen i sin kritik och därmed undkomma den värsta censuren. Den senare librettisten Carlo Pepoli (I puritani) hade inte samma känsla och det gav vissa problem när operan skulle framföras i Italien och Österrike.

### Akt I
Galliska präster och krigare samlas i druidernas heliga lund i väntan på översteprästinnan Norma, som när månen visar sig skall ge tecknet för kamp mot romarna. Den romerske prokonsuln Polliones hemliga kärlek till Norma har svalnat, han har förälskat sig i den unga prästinnan Adalgisa. Norma vet inget om detta, fullbordar ceremonin, tvekar emellertid att ge tecknet till kamp, ber mångudinnan om fred ("Casta diva"). Adalgisa kan inte förena sin kärlek till den fientlige romaren med sitt löfte som prästinna. Pollione ber henne fly med honom till Rom. Adalgisa anförtror sig till Norma, men utan att nämna Polliones namn. Översteprästinnan blir rörd av likheten mellan deras båda öden. Hon friar Adalgisa från hennes löfte. När Norma får reda på Polliones förräderi, flammar hon upp i vredesmod.

### Akt II
Den upprörda Norma vill döda sina barn, men är ändå oförmögen att utföra ett så grymt dåd. Hon hoppas på att Pollione skall ångra sig och att han skall komma tillbaka till henne. Men förgäves. Hon ger då tecken till strid mot romarna. Pollione skall enligt seden offras för att kriget skall bli framgångsrikt. Norma försöker finna en lösning och lovar honom livet om han lämnar sin nya kärlek. Pollione förblir ståndaktig. Då erbjuder sig Norma själv som offer, tar själv på sig förräderiet mot sitt folk och gör sig redo att bestiga offerbålet. Inför denna uppvisning av själslig storhet flammar Polliones kärlek till Norma upp på nytt. Hon överlämnar barnen i Orovesos vård och möter tillsammans med Pollione döden i lågorna.

## Diskografi (urval)
- Norma. Sutherland, Horne, Alexander, Richard Cross. London Symphony Orchestra Choir. London Symphony Orchestra. Bonynge, dirigent. Decca (ADD) 470 413-2. 3cd.[4]